# Aboubacar Bangoura
Aboubacar Bangoura (ur. 1 stycznia 1982) – gwinejski piłkarz grający na pozycji bramkarza.

## Kariera klubowa
Bangoura karierę piłkarską rozpoczął we Francji w piątoligowym klubie AS Châteauneuf-Neuvic. Grał też w drużynie Royan-Vaux AFC.

## Kariera reprezentacyjna
W 2006 roku Bangoura, mając na koncie 1 występ w reprezentacji Gwinei, został powołany do kadry na Puchar Narodów Afryki 2006, gdzie był rezerwowym bramkarzem dla Naby'ego Diarso.